# Minami-ke
Minami-ke (яп. みなみけ Минами-кэ) — манга Кохару Сакурабы, публикующаяся в журнале Young Magazine с 1 марта 2004 года и повествующая о повседневной жизни трёх сестёр: Харуки, Каны и Тиаки Минами. Манга адаптирована в аниме-телесериалы двумя студиями. Первый сезон выпустила студия Daume, премьерный показ начался 7 октября 2007 года. 6 января 2008 года был запущен премьерный показ второй адаптации, уже от студии Asread, под названием "Minami-ke: Okawari. В начале 2009 года запущен премьерный показ третьего сезона аниме-телесериала, Minami-ke: Okaeri, также от студии Asread. В начале 2013 года студия Feel выпустила четвёртый сезон аниме-телесериала, под названием Minami-ke: Tadaima.

## Сюжет
Вымышленные события историй Minami-ke происходят в современной Японии.
Три юные сестры Минами практически самостоятельно живут вместе, ходят в школу, общаются в кругу семьи и знакомых, заводят друзей, узнают новые для себя вещи, выстраивают отношения. Какие-либо первостепенные, сквозные, ключевые, длящиеся сюжеты в историях выделять сложно, что, в принципе, характерно для многих произведений в жанре повседневности. Происходящие события изобилуют юмором различных степеней добродушия или жестокосердия.

## Персонажи

### Семья Минами
Харука Минами (яп. 南 春香 Минами Харука) — старшая сестра, учится во втором классе старшей школы. Она вынуждена заботиться о младших сёстрах, чем вызвала непонимание со стороны некоторых одноклассников. Хорошо готовит. Несмотря на чрезвычайно мягкий характер, иногда злится и наказывает сестер, особенно Кану, а также всех, кто оказывается поблизости. Имя «Харука» содержит кандзи, означающие «весна».
Сэйю: Рина Сато
Кана Минами (яп. 南 夏奈 Минами Кана) — средняя сестра, учится во втором классе средней школы. Импульсивная, никогда не думает, перед тем как действовать. Типичная генки. Любит соревноваться с Фудзиокой в учёбе, но всегда проигрывает, несмотря на то, что учится она неплохо. Часто читает мангу. Имя «Кана» содержит кандзи означающие «лето».
Сэйю: Марина Иноуэ
Тиаки Минами (яп. 南 千秋 Минами Тиаки) — младшая сестра учится в 5 классе начальной школы. Если Кана гиперактивная, то Тиаки, напротив, спокойная, и вдобавок обладает высоким интеллектом. Чаще сестер пользуется компьютером. В шестой серии второго сезона изучает японскую википедию, в восьмой — некий легкоузнаваемый «Guugle», а в одиннадцатой — аналог YouTube. Обожествляет старшую сестру, называя её Харуканэ-сама (яп. はるか姉様 Харука:нэ-сама) (очень уважительное обращение к старшей сестре), часто помогает ей с работой по дому. Кану постоянно обзывает дурной, при этом употребляет слово бакаяро (яп. バカ野郎). Обычно для японских детей более характерно употребление слова бака, что близко по значению к русскому «дурак» (по-доброму). А Тиаки пользуется более «взрослым» и более оскорбительным вариантом. Имя «Тиаки» содержит кандзи, означающие «осень».
Сэйю: Минори Тихара

### Другая семья Минами
Тома Минами (яп. 南 冬馬 Минами То:ма) — учится в одной школе с Тиаки, девочка, но из-за того, что её воспитывали старшие братья, обладает довольно мужским характером и интересами. Хорошо владеет шитьём. Имя «Тома» содержит кандзи, означающие «зима».
Сэйю: Нана Мидзуки
Харуо Минами (яп. 南 ハルオ Минами Харуо) — старший из братьев Минами. Всегда старается сохранять спокойствие и исполняет роль главы семьи. Часто спорит с Нацуки, поучая его. Его имя предположительно содержит кандзи «хару», означающее «весна».
Сэйю: Синдзи Кавада
Нацуки Минами (яп. 南 ナツキ Минами Нацуки) — средний из братьев Минами, учится в 1 классе старшей школы. Раньше имел проблемы с законом, но после был завербован Хосакой в волейбольный клуб. Имеет проблемы в общении с людьми, потому что довольно груб и прямолинеен. Его имя предположительно содержит кандзи «нацу», означающее «лето».
Сэйю: Хироюки Ёсино
Акира Минами (яп. 南 アキラ Минами Акира) — младший из братьев Минами, учится в 1 классе средней школы. Из-за разницы в возрасте, старшие братья обращаются с ним как с ребёнком. Он же всегда старается не перебивать, когда братья разговаривают. Его имя предположительно содержит кандзи «аки», означающее «осень».
Сэйю: Тацуя Хаяма

### Ученики старшей школы
Маки (яп. マキ) — одноклассница Харуки. Член волейбольного клуба. Милая, спокойна, жизнерадостная девушка, в меру умная, в меру красивая. Любит подурачиться, чем частенько пользуется Кана, привлекая Маки к своим забавам и розыгрышам. Узнав о нездоровой страсти Хосаки к Харуке, Маки всеми силами пытается защитить старшую Минами от Хосаки, что у неё получается с переменным успехом.
Сэйю: Рэйко Такаги
Ацуко (яп. アツコ) — одноклассница Харуки. Член волейбольного клуба. Очень тихая девочка, по характеру похожа на Кэйко. Также нерешительная, стеснительная. Приятный собеседник. Хорошо ладит со всеми благодаря уравновешенному и покладистому характеру.
Сэйю: Рёко Оно
Хосака (яп. 保坂) — учится в 3-м классе старшей школы. Член волейбольного клуба, руководит его мужской половиной. Также имеет талант кулинара. Привлекательный внешне и развитый физически. Но Хосака обладает рядом странностей, из-за которых большинство одноклассников и знакомых сторонятся его. Одной из таких странностей является тяга к оголению груди во время мечтаний о Харуке.
Сэйю: Дайсукэ Оно
Хаями (яп. 速水) — учится в 3-м классе старшей школы. Член волейбольного клуба, фактически на пару с Хосакой им руководит. Эксцентричная девушка с лисьим взглядом. Имеет твёрдый и решительный характер. Любительница странных напитков, называемых ею «высококачественным соком», которым периодически спаивает своих друзей. Узнав о страсти Хосаки к Харуке, постоянно подначивает парня приударить за старшей Минами.
Сэйю: Саэко Тиба
Хитоми (яп. ヒトミ) — учится в 1-м классе старшей школы, одноклассница Нацуки. Испытывает к Нацуки чувства и умеет определять его настроение и его мысли по глазам. Старается всегда быть рядом с ним, чтобы по возможности помочь Нацуки тем, в чём он будет нуждаться.
Сэйю: Аяка Сайто

### Ученики средней школы
Фудзиока (яп. 藤岡) — одноклассник Каны, член футбольного клуба, тайно влюблен в Кану. Ревнует всех мальчиков, которые около неё появляются.
Сэйю: Тэцуя Какихара
Кэйко (яп. ケイコ) — одноклассница Каны. Стопроцентная отличница. Очень тихая девочка. Разрывается между Каной и Рико. В курсе всех отношений в любовном треугольнике Фудзиока-Кана-Рико. Кэйко не понимает за кого ей быть — за Кану или за Рико.
Сэйю: Саори Гото
Рико (яп. リコ) — так же, одноклассница Каны, влюблена в Фудзиоку. С некоторой неприязнью относится к Кане, постоянно требует поддержки от Кэйко, которая так же её подруга.
Сэйю: Ао Такахаси
Ю (яп. ユウ) — учится в 3-м классе средней школы.
Сэйю: Момоко Охара
Хироко (яп. ヒロコ) — учится в 3-м классе средней школы. Лучший друг и одноклассница Ю.
Сэйю: Саэко Тиба
Миюки (яп. ミユキ) — одноклассница Каны. Скромная и немного неуклюжая девочка низкого роста.
Сэйю: Саэко Тиба

### Ученики младшей школы
Макото (яп. マコト) — одноклассник Тиаки. Влюблен в Харуку. Но из-за того что Тиаки не переносит его и считает идиотом, Макото вынужден переодеваться в девочку и называть себя Мако-тян чтобы приходить в дом к сёстрам. В конце второго сезона получает официальное разрешение Тиаки приходить к ним домой, но в основном продолжает ходить к ним в образе Мако-тян. Импульсивен, часто «порет горячку», и поэтому зачастую получает даже от Каны.
Сэйю: Рика Моринага
Ёсино (яп. 吉野) — одноклассница Тиаки.
Сэйю: Аки Тоёсаки
Сюити (яп. シュウイチ) — одноклассник Тиаки. Дружит с Макото. От Тиаки получил кличку «Диетический йогурт».
Сэйю: Момоко Охара
Юка Утида (яп. 内田 ユカ) — одноклассница Тиаки.
Сэйю: Эри Китамура
Фуюки (яп. フユキ) — появился и исчез во втором сезоне аниме. Тихий, скромный мальчик, живущий с отцом. Из-за своей скромности никогда не может никому отказать, поэтому участвует во всех общественных делах в школе и дома. В 12 серии второго сезона переезжает, заставляя переживать Тиаки.
Сэйю: Михо Сайки

## Музыка
Все композиции исполнены Риной Сато, Мариной Иноуэ и Минори Тихарой.

### Minami-ke
Открывающая тема
- «Keikenchi Jōshōchū☆» (яп. 経験値上昇中☆ Кейкенти Ё:сё:тю:)

Закрывающая тема
- «Colorful Days» (яп. カラフルDAYS Карафуру дэ:су)

### Minami-ke: Okawari
Открывающая тема
- «Kokoro no Tsubasa» (яп. ココロノツバサ Кокоро но Цубаса)

Закрывающая тема
- «Sono Koe ga Kikitakute» (яп. その声が聴きたくて Соно Коэ га Кикитакутэ)

### Minami-ke: Okaeri
Открывающая тема
- «Keikenchi Soku Jōjō↑↑» (яп. 経験値速上々↑↑ Кэйкэнти Соку Дзё:дзё:)

Закрывающая тема
- «Zettai Colorful Sengen» (яп. 絶対カラフル宣言 Дзэттай Карафуру Сэнгэн)

### Minami-ke: Tadaima
Открывающая тема
- «Shiawase High Tension» (яп. シアワセ☆ハイテンション↑↑ Сиавасэ Хай Тэнсён)

Закрывающая тема
- «Kyūsekkin Lucky Days» (яп. 急接近ラッキーDAYS Кю:сэккин раккий дэ:су)